# Аманохасидатэ
Аманохасидатэ (яп. 天橋立, «Небесный мост») — песчаная коса на севере префектуры Киото. Является одним из трёх знаменитых пейзажей Японии.

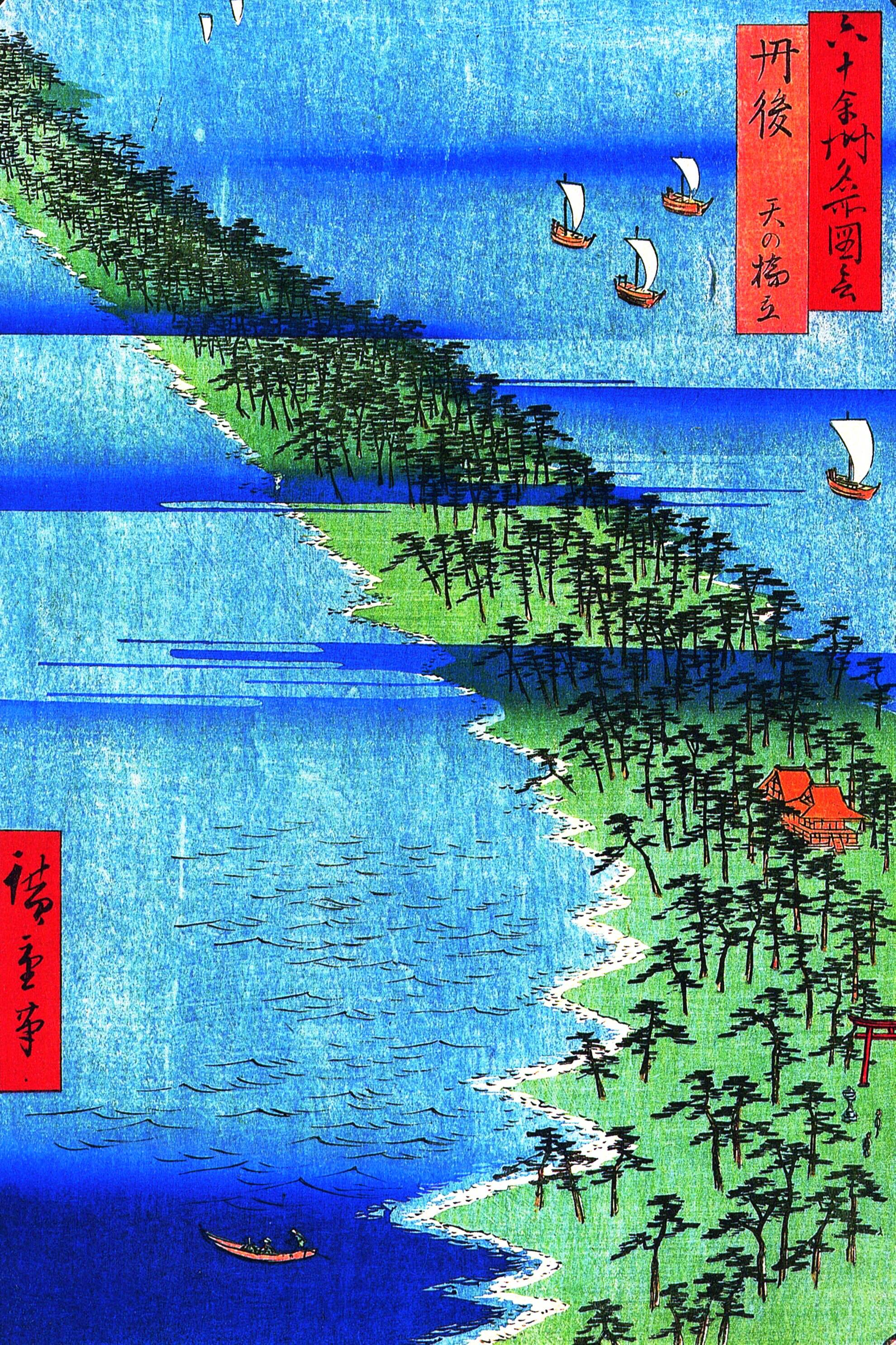
Аманохасидатэ на гравюре укиё-э Хиросигэ

Аманохасидатэ соединяет два противоположных берега бухты Миядзу и отделяет от неё бухту Асо-кай (яп. 阿蘇海). Поросшая соснами Аманохасидатэ имеет длину 3,3 километра и ширину 40-100 м.
Лучшие виды на косу открываются с гор на обоих берегах залива, можно также перейти косу пешком, чтобы полюбоваться местными видами. Туристам обычно советуют наклониться и посмотреть на «Небесный мост» между собственных ног, чтобы увидеть косу как бы парящей в небе. Разглядывающие косу таким образом туристы также являются достопримечательностью этого места и объектом для фотографирования.
Коса не полностью соединяет два берега залива и в её конце находится раздвижной мост, позволяющий туристам достигать другого берега и одновременно проплывать маломерным судам. Недалеко от южного окончания косы находится буддийский храм Тион-дзи.
Также на этой косе находится источник чистой воды Исосимидзу, используемый с периода Хэйан, который избирался в 1985 году на категорию «Лучшей воды Японии».